# Abi-ramu (eponim)
Abi-ramu (Abi-rāmu, imię pochodzenia zachodniosemickiego, w transliteracji z pisma klinowego zapisywane najczęściej mAD-ra-mu, tłum. „Ojciec jest wywyższony”) – wysoki dostojnik za rządów asyryjskiego króla Asarhaddona (681-669 p.n.e.), noszący w tekstach odpowiadające sobie znaczeniowo tytuły „wielkiego wezyra” (sukkallu rabiu) i „potężnego wezyra” (sukkallu dannu); według Asyryjskiej listy eponimów w 677 r. p.n.e. sprawował też urząd limmu (eponima). Jego imieniem jako eponima datowane są teksty administracyjne i prawne z Niniwy i Aszur oraz jedna z inskrypcji Asarhaddona. Jeżeli chodzi o jego tytuł, to jedna z kopii Asyryjskiej listy eponimów (A 9) nazywa go sukkallu dannu (LÚ.SUKKAL dan-nu), natomiast w kilku innych tekstach nosi on tytuł sukkallu rabiu (LÚ.SUKKAL GAL-ú). W inskrypcji Asarhaddona poza tytułem „wielkiego wezyra” (sukkallu rabû) nosi on również tytuł „zarządcy (prowincji) Hanigalbat”. Prowincja Hanigalbat nie istniała już w I tys. p.n.e., więc ten ostatni tytuł uznaje się za literacki anachronizm, nawiązujący do „wielkich wezyrów” z okresu średnioasyryjskiego, którzy (jak np. Qibi-Aszur czy Ili-pada) nosili też tytuł „króla Hanigalbatu”.
Niektórzy uczeni, jak Natalie N. May, próbują identyfikować Abi-ramu „wielkiego wezyra” i eponima z jego imienniczką, która była siostrą asyryjskiej królowej Naqi’i i ciotką  króla Asarhaddona. Zdaniem Natalie N. May urząd „wielkiego wezyra” był już w czasach Asarhaddona urzędem czysto honorowym, a obowiązki pełniącej go osoby ograniczały się najprawdopodobniej jedynie do funkcji sędziego. Nie widzi ona też problemu z tym, że imię Abi-ramu jako „wielkiego wezyra” i eponima zapisywane było przy użyciu męskiego determinatywu - praktyka zapisywania imion kobiet o wysokim statusie społecznym przy użyciu męskiego, a nie żeńskiego determinatywu, znana była bowiem we wszystkich okresach historii Mezopotamii i jest dobrze poświadczona w odniesieniu do imion kobiet z rodziny królewskiej z okresu nowoasyryjskiego. Obsadzenie przez Asarhaddona ciotki na urzędzie „wielkiego wezyra” podyktowane być mogło chęcią zachowania tego urzędu w rodzinie królewskiej.